# Raça dinárica

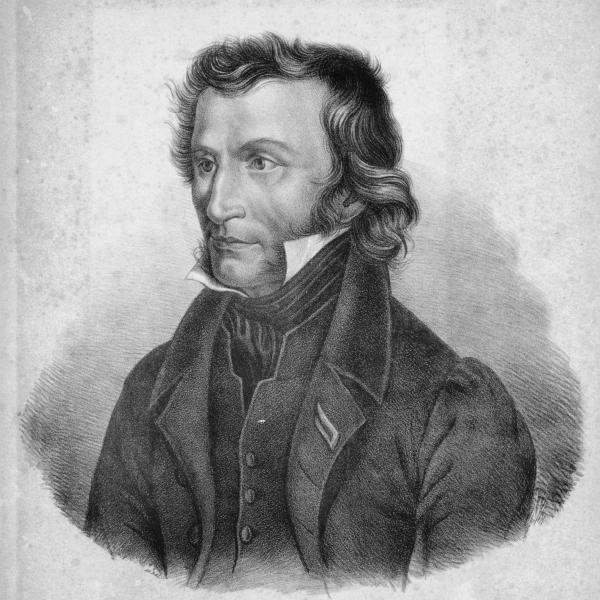
Niccolò Paganini, identificado por Hans F. K. Günther como exemplar dinárico

A raça dinárica, dinarídea, adriática, albanesa, Fazedora de Campaniforme ou prospectora é um conceito racial da antropologia física, utilizado para descrever um dos principais subgrupos da chamada raça caucasiana.

## História

### Primeiras percepções
Renato Biasutti aponta que o primeiro estudo sobre diferenças craniológicas entre populações foi feito pelo médico André Vesálio em seu De Humani Corporis Fabrica (1537-1543), em que percebeu como genoveses, gregos e turcos tinham um crânio de formato globular. Vesálio, contudo, acreditava que estas distinções não eram raciais e inatas, mas sim deformações induzidas ao longo da vida. Segundo Hans F. K. Günther, por sua vez, uma descrição objetiva da raça dinárica foi feita por Wilhelm Heinrich Riehl, que em seu livro Die Naturgeschichte des Volkes als Grundlage einer deutschen Social-Politik (1854) caracterizou o povo da Alta Baviera como tendo porte bruto e extremamente potente, além de instintos artísticos naturais e gosto pela cerveja.

### Antropologia fenotípica
Em obra de 1899, Georges Vacher de Lapouge dividiu as populações europeias em diversas espécies, uma delas sendo o Homo dinaricus (nome derivado dos Alpes Dináricos, que descreveu como grandes braquicéfalos da Europa Central, derivados, como o Homo alpinus, da raça pré-histórica associada aos Furfooz que chamava de Acrogonus, e assim supostamente transitórios para os mongoloides. Teria narizes longos, semelhantes aos dos semitas, e, apesar de geralmente escuro em sua pigmentação, teria uma forma loira.
No mesmo ano, Joseph Deniker descreveu uma "raça adriática", grande, braquicéfala e encontra ao longo da costa do Mar Adriático, de Ancona em diante, estendendo-se a norte até Luxemburgo, e fora deste habitat principal encontrada no Cáucaso. Em publicação de 1904, falou de sua presença nos Bálcãs e afirmou sua sinonímia com a raça adriática de Vacher de Lapouge, além de separar uma variante sub-adriática, menos braquicéfala, um pouco mais baixa e loira, encontrada de Veneza à Zelândia, sendo supostamente misturada com nórdicos e alpinos. Apesar de não estabelecer o mesmo tipo em sua classificação (reunindo os braquicéfalos em geral sob a raça alpina e os dolicocéfalos e mesocéfalos como nórdicos e mediterrâneos), o rival de Deniker William Z. Ripley, em seu The Races of Europe do mesmo ano, aponta que Deniker explicava o gigantismo braquicefálico na Suíça, leste da França, nordeste da Itália e entre eslavos dos Bálcãs como derivado da presença de uma raça dinárica ou adriática, e, ao contrário de outras de suas diferenças com seu rival, crê que é uma terminologia fortuita.
Em 1906, a Real Sociedade Geográfica publicou um debate incluindo os antropólogos Arthur Keith e Alfred Cort Haddon sobre as origens da raça alpina, em torno de estudos do arqueólogo John Myres, em que era apresentado ao dinárico ou adriático o sinônimo de "tipo albanês", que, conforme o exemplo de Ripley, era citado como um subtipo gigante alpino, com morfologia associável aos armenoides. Para os estudiosos, a separação entre os alpinos típicos baixos ou "cevenóis" e os dináricos seria uma adaptação da Era do Gelo, na qual os grupos mais baixos teriam se desenvolvido na Europa Ocidental enquanto os mais altos se concentravam em torno do Mar Egeu, posteriormente penetrando a Europa em massa, frequentemente se miscigenando com nórdicos.
Em sua influente tese nordicista The Passing of the Great Race (1916), Madison Grant adotou a divisão tripartida de Ripley, mas fez referência aos dináricos, associando-os aos primeiros homens da Cultura do Vaso Campaniforme (pelo que lhes dá o nome suplementar de "Fazedores de Campaniformes"; em inglês:  Beaker Maker), que haveriam invadido a Grã-Bretanha após misturarem-se com nórdicos e, em menor medida, com alpinos. Grant não busca elucidar completamente as origens dos dináricos, mas estabelece que seria um subtipo alpino, e supõe que poderia ser uma antiga mistura especializada entre nórdicos e alpinos.
Semelhantemente a Myres, escrevendo sobre celtas na Idade do Bronze publicada em 1922, Harold John Edward Peake estabeleceu sua "teoria dos prospectores", segundo a qual uma raça prospectora de origem na Suméria, ainda comum em locais como Florença e o País de Gales, haveria emigrado da Anatólia para a Europa no início a Idade do Bronze (c. 2.800 a.C.) em busca de metais, espalhando dólmens e mamoas longas pelo continente e formando diversas elites locais, o que seria em parte evidenciado por documentos de Sargão da Acádia. Esta raça seria um híbrido entre os alpinos orientais altos da Anatólia e mediterrâneos, e, partindo das descrições físicas de Peake, Robert Bennett Bean associou o "prospector" à raça adriática de Deniker.
Jan Czekanowski, usando seu até hoje influente método de clustering multidimensional, classificou em texto de 1928 os europeus em quatro raças básicas: três caucasoides (nórdica, mediterrânea e armenoide) e uma mongoloide (laponoide). Os dináricos, pois, seriam uma raça mista, supostamente resultada de uma mistura equilibrada e estável entre armenoides e laponoides. Carleton S. Coon teceu certas críticas a esta esquematização, estas parcialmente acolhidas por Czekanowski, que na terceira edição de seu manual Człowiek w czasie i przestrzeni passou a caracterizá-los como uma mistura equilibrada entre nórdicos e armenoides.
Ao classificar os alemães em cinco raças em texto de 1930, Hans F. K. Günther incluiu a raça dinárica, que caracterizou como particularmente patriótica e saudosa, associando focos de resistência à Revolução Alemã e a Napoleão a locais com predominância dinárica, como o Tirol e a Baviera, assim como a resistência ucraniana contra a Revolução Russa e a história bélica dos montenegrinos, apontando Josef Speckbacher como exemplo de grande militar dinárico. Quanto ao saudosismo patriótico (em alemão:  Heimweh), exemplificou esta característica na vida e obra do dinárico Giacomo Casanova, que por sua vez a descreveu na Eslavônia, também predominantemente dinárica. Para confirmar o instinto artístico dinárico descrito por Riehl, identificou o fenótipo em um grande número de músicos, como Paganini, Chopin, Haydn, Mozart, Liszt e Wagner.
Na sistemática racial de seu extenso Rassenkunde der Menschheit (1934), Egon von Eickstedt caracterizou os dinarídeos como Homo sapiens dinaricus, uma divisão do "cinturão das raças montanhesas" (em alemão:  Bergrassengürtel), transição braquicéfala entre raças claras e escuras a quem o nome latino Homines sapientes albi brachimorphi é atribuído.
Carleton Coon, por sua vez, em seu próprio The Races of Europe (1939), estabeleceu a tese do princípio da dinaricização, mediante o qual certas populações tenderiam a adquirir traços como braquicefalia (incluindo achatamento do osso occipital), foramen magnum e ouvido desproporcionalmente distantes de sua face alongada e um nariz saliente e convexo. Este processo teria atingido diversas populações, sendo mais claro entre os dináricos propriamente ditos, os nóricos (nome que adota para a variante nordicizada) e os armenoides. Postula, contudo, que estes grupos não seriam mais próximos entre si que suas raças-mães, tomando, pois, uma posição de poligênese desta categoria racial. À questão das forças-motrizes do processo de dinarização Coon denomina "problema dinárico", e supõe uma relação com a origem montanhesa das populações dinaricizadas.
Earnest Hooton, resumindo estudos pretéritos, caracterizou os dináricos como uma raça "indomável", provavelmente resultada de uma mistura de elementos do Paleolítico Superior com alpinos, mediterrâneos de rosto longo (provavelmente da variante chamada atlanto-mediterrânea) e, diferenciando-se dos armenoides, um componente nórdico. O nariz longo e convexo teria sido adquirido pela braquicefalização de tipos dolicocéfalos, achatando a estrutura normal. Associou a Cultura do Vaso Campaniforme aos dináricos, distinguindo uma variedade britânica remanescente.